# Serra d'Aiguafina
La Serra d'Aiguafina és una serra situada al municipi de Tossa de Mar a la comarca de la Selva, amb una elevació màxima de 248 metres.